# Крутые (Одесская область)
Крутые (укр. Круті) — село, относится к Кодымскому району Одесской области Украины.
Население по переписи 2001 года составляло 820 человек. Почтовый индекс — 66042. Телефонный код — 4867. Занимает площадь 4,34 км².

## Местный совет
66042, Одесская обл., Кодымский р-н, с. Крутые